# La Madone Sixtine
Pour les articles homonymes, voir La Madone Sixtine (homonymie).
La Madone Sixtine ou La Madone de saint Sixte (en italien Madonna Sistina ou Madonna di San Sisto) est une peinture religieuse de Raphaël. Le tableau est actuellement conservé à la Gemäldegalerie Alte Meister à Dresde (Allemagne).

## Histoire
L'œuvre, la dernière des madones de Raphaël terminée de ses propres mains, a été peinte vers 1513-1514. La peinture aurait été commandée par les moines bénédictins du monastère Saint-Sixte, à Plaisance, alors qu'ils rendaient visite à Jules II qui célébrait le départ de l'armée française d'Italie. Raphaël est commissionné pour peindre le retable du maître-autel de l'église Saint-Sixte,.
En 1754, la peinture est vendue à Auguste III de Saxe qui l'expose dans sa collection à Dresde. L'original de l'église est alors remplacé par une copie de Giuseppe Nogari. Après la Seconde Guerre mondiale, la peinture est emportée avec d'autres tableaux du musée comme butin de guerre à Moscou où elle restera jusqu'en 1955. Au printemps 1955, les autorités soviétiques acceptent de rendre les tableaux, et les exposent gratuitement à la population pendant 90 jours avant de les renvoyer à Dresde.

## Thème
Il s'agit d'une conversation sacrée puisque la Vierge et l'Enfant ne sont pas présentés seuls : des figures de saints les accompagnent dont l'un est l'intercesseur direct du commanditaire, doublant ainsi sa présence symbolique ; des figures angéliques complètent l'assemblée.

## Description

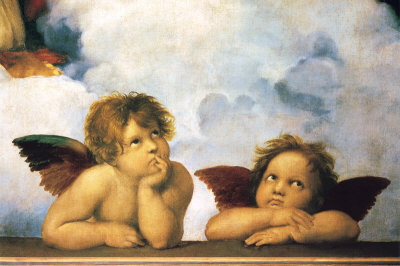
Détail des putti accoudés.

La Vierge, debout, porte l'Enfant de ses deux bras ; elle est habillée de façon conventionnelle : robe rouge, manteau bleu foncé. Un voile encadre sa tête et part en gonflant vers la droite jusqu'à son bras gauche. La composition est pyramidale, la Vierge et l'Enfant occupent la partie centrale de la composition et regardent le spectateur, saint Sixte, saint protecteur du Pape qui a commandité l’œuvre et sainte Barbe sont à leurs côtés en contrebas. Tous les pieds des personnages sont placés sur des nuages moutonneux. On distingue des visages d'anges dans la nuée qui occupe le fond du tableau. Saint Sixte placé à gauche du tableau porte le regard vers le couple qui s'élève au-dessus de lui ; sainte Barbe, placée à droite, en regard, richement vêtue, est agenouillée ; elle regarde vers le bas les deux putti qui affichent des figures espiègles, dans des poses décontractées, accoudés.
La composition est encadrée par les pans du rideau d'un dais en haut et sur les bords gauche et droit du tableau ; les putti placés en bas s'appuient sur une balustrade qui se confond avec le cadre.
Une tiare, celle du pape, commanditaire de l'œuvre, est visible en partie en bas à gauche.
C'est un velarium que l'on posa sur la bière de Jules II, d'où la couronne pontificale sur la balustrade au-dessus de laquelle deux petits anges s'appuient d'un air pensif. Cette toile, bien placée, devient une extension de la bière. D'où aussi saint Sixte, pape et martyr du début du christianisme, adopté comme patron par la famille della Rovere, qui porte une chape ornée des glands et des feuilles de chêne de l'insigne familial (le premier pape della Rovere, oncle de Jules, prit le nom de Sixte IV). D'où aussi sainte Barbe, invoquée contre la mort subite (Jules eut en fait une longue agonie) ; la leçon de sa messe commémorative est un hymne de gratitude pour avoir été délivré de la guerre, de la calomnie et de la sédition. L'aspect visionnaire du tableau est renforcé par le rideau ouvert de sorte que l'apparition semble encadrée par ses plis au dessus du cercueil du pape. La madone ne marche pas sur les nuages ; son manteau et son voile ondulant autour d'elle, elle est poussée en avant, sereine, majestueuse, pieds nus, non parce qu'elle est une simple paysanne, mais parce qu'elle porte l'enfant divin dans ses bras et que le « sol » qu'elle foule est sacré. Sixte lève les yeux vers elle tout en montrant le défunt dont il est le parrain ; Barbe regarde les putti penchés sur la bière ; les yeux et l'esprit vont de haut en bas, remarquent la frontalité du groupe principal dont les corps sont pourtant à angle droit l'un de l'autre, les gestes de compensation des saints, et la façon dont l'ensemble se tient avec une magnifique précision.

### Les chérubins
Au premier plan de la peinture, les anges ailés, situés sous Marie, sont célèbres. Dès 1913, Gustav Kobbé a déclaré qu'« aucun chérubin ou groupe d'angelots n'est aussi célèbre que les deux qui se penchent sur l'autel au bas de l'image ». Ils ont été utilisés sur des timbres, des cartes postales, des T-shirts ou du papier d'emballage. Ces chérubins ont inspiré des légendes. Selon un article de 1912 de Fra Magazine, quand Raphaël peignait la Vierge, les enfants de son modèle venaient pour regarder. Frappé par leur posture, il les ajouta à la peinture exactement comme il les vit. Selon une autre histoire, racontée dans le St. Nicholas Magazine (en) de 1912, Raphaël a été inspiré par deux enfants rencontrés dans la rue qui « regardaient avec mélancolie par la fenêtre d'un boulanger. »

## Analyse
Dans ce tableau, Raphaël, grâce à un processus de purification iconographique qui libère la peinture d'éléments accessoires, ne représente pas la vision du divin par les dévots, mais le divin qui apparaît et va à leur rencontre. Ceux-ci, même s'ils ne sont pas représentés picturalement, sont nettement perceptibles, par le biais de gestes et de l'apparence du groupe sacré. En même temps, la tente et la balustrade servent de point de tangence entre célestes et l'humain.
La toile avec la Vierge et l'Enfant et les saints Sixte et Barbe, communément appelée La Vierge Sixtine, se caractérise par un espace imaginaire créé par les mêmes images. Les personnages sont sur un lit de nuages, encadrés par des lourds rideaux, qui s'ouvrent des deux côtés, donnant l'illusion que la Vierge descend de l'espace céleste, pour sortir ensuite du plan de la peinture pour rejoindre le véritable espace dans lequel la peinture est exposée.
Le geste de saint Sixte et le regard de sainte Barbe semblent être adressés aux fidèles, que l'on imagine présents sur la balustrade sur le fond de la peinture.
La tiare pontificale, qui reste au sommet de cette balustrade, agit comme un pont entre l'espace réel et l'espace pictural.
L'une des caractéristiques de ce tableau est la présence des deux angelots au centre et en bas.

## Fortune critique
Depuis son arrivée à Dresde en 1754, La Madone Sixtine fait partie des peintures les plus appréciées, citées et étudiées par les philosophes et poètes. Quelques études qui lui ont été consacrés :
- Marilene Putscher, Raphaels Sixstinische Madonna, Das Werke und sene Wirkung, Hopfer Verlag, Tubingen, 1955 ;
- Pier Cesare Bori, La Madonna Sistina di Raffaello. Studi sulla cultura russa, Il Mulino, Bologne, 1990 ;
- Eugenio Gazzola, Fabio Milana, Gloria dell'assente. La Madonna per San Sisto di Piacenza, 1754-2004, Vicolo del Pavone, Plaisance, 2004.

## Mentions dans les ouvrages
- L'œuvre est mentionnée dans Les Possédés (1872) de Fiodor Dostoïevski, où Stepan Trofimovitch est incapable d'expliquer la profondeur qu'il voit dans la peinture.
- Elle est aussi mentionnée dans Crime et Châtiment (1866) du même auteur (Sixième partie, chapitre IV), où Svidrigaïlov parle de « l'expression fantastique et hallucinée » que Raphaël a donnée à cette Vierge.
- La vision du tableau, exposé en 1955 à Moscou, est le point de départ d'une nouvelle de l'écrivain soviétique Vassili Grossman qui est une réflexion sur l'humanité et le destin[14].
- Cette même vision du tableau, exposé en 1955 à Moscou, fait l'objet d'un récit de Varlam Chalamov dans une lettre adressée à son ami Arkadi Zakharovitch Dobrovolski[15].
- Friedrich Nietzsche lui consacre l'aphorisme 73 dans Le Voyageur et son ombre, tome II d'Humain trop humain.

## Postérité
Depuis quatre siècles, la Madone Sixtine est exploitée commercialement par l'imagerie religieuse : images pieuses, statuettes en plâtre, plaques émaillées criardes ou bannières brodées… Le chef-d'œuvre de Raphaël est d'un attrait universel, d'une forme et d'un sens si simple, d'une émotion si directe et si tendre, qu'il est devenu presque impossible de le voir d'un œil neuf et de reconnaître ses qualités artistiques.
Le tableau fait partie du musée imaginaire de l'historien français Paul Veyne, qui le décrit dans son ouvrage justement intitulé Mon musée imaginaire.